# Hino Ashihei

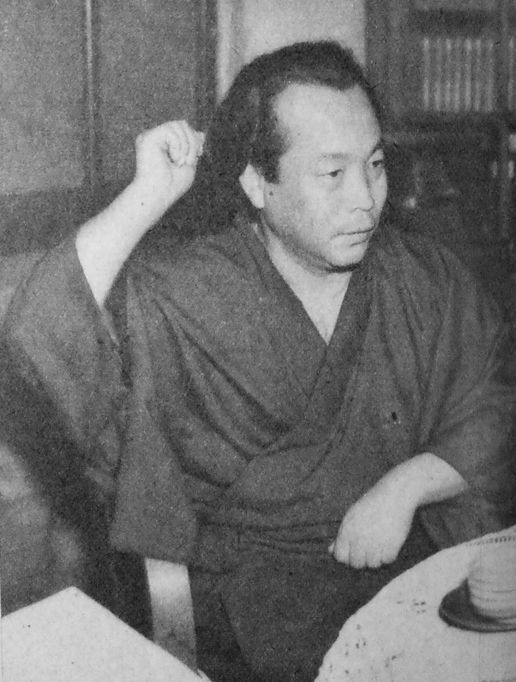
Hino Ashihei

Hino Ashihei (japanisch 火野 葦平, wirklicher Name: 玉井 勝則, Tamai Katsunori; * 25. Januar 1907 in Wakamatsu (heute: Kitakyūshū), Präfektur Fukuoka; † 24. Januar 1960) war ein japanischer Schriftsteller.

## Leben
Ashihei wurde als ältestes von fünf Kindern des aus Matsuyama in der Präfektur Ehime stammenden Hafenarbeiters Tamai Kingorō (?) und seiner aus Shōbara in der Präfektur Hiroshima stammenden Frau Man (マン) geboren. Er besuchte die Kokura-Mittelschule in Wakamatsu. Schon während seiner Oberschulzeit veröffentlichte er im Selbstverlag Märchen. 1926 schrieb er sich für Anglistik an der Waseda-Universität ein. Gemeinsam mit Terazaki Hiroshi und Tabata Shūichirō gab er die Zeitschrift Machi (街) heraus und veröffentlichte Erzählungen und Gedichte. 1928 brach er das Studium ab und leistete im 24. Infanterieregiment von Fukuoka seinen Militärdienst.
Nach seiner Entlassung heuerte er als Hafenarbeiter im Hafen von Wakamatsu an und setzte sich u. a. mit der Gründung einer Gewerkschaft für die Hafenarbeiter und die Arbeiterbewegung ein. Eine damit zusammenhängende Verhaftung führte zu einem Sinneswandel, sodass sich Ashihei wieder der Literatur zuwandte. Er beteiligte sich an einem lokalen Dichterkreis und deren Literaturzeitschrift Toranshitsuto (とらんしつと).
Im August 1930 heiratete er Yoshino, die einen Monat später seinen ältesten Sohn Tōshi gebar. Mit Funnyōtan (糞尿譚, etwa: „Erzählungen von Exkrementen und Urin“) errang Ashihei 1937 den Akutagawa-Preis. Kurz darauf wurde er erneut zum Militär einberufen und nahm am Japanisch-Chinesischen Krieg teil. Mit den drei nachfolgenden Werken Weizen und Soldaten (麦と兵隊, Mugi to heitai), Tsuchi to heitai (土と兵隊, etwa: „Boden und Soldaten“) und Hana to heitai (花と兵隊, etwa: „Blumen und Soldaten“), die als Bestseller mit einer Auflage von drei Millionen Exemplaren verkauft wurden, begründete Ashihei seinen Erfolg als Schriftsteller. Zudem brachten ihm diese Werke 1939 den Asahi-Preis ein. Dennoch arbeitete er neben seiner schriftstellerischen Tätigkeit weiter als Hafenarbeiter.
Ashihei starb 1960, im Alter von 53 Jahren, in seinem Wohnhaus. Zunächst ging man von einem Herzanfall aus, doch es stellte sich heraus, dass Ashihei mittels Schlafmitteln Selbstmord begangen hatte. Dieser Umstand wurde lange Zeit verheimlicht und erst zum 13. Todestag von den Angehörigen in den Massenmedien bekannt gegeben. Als Beleg gilt eine mit Health memo betitelte handschriftliche Abschiedsnotiz Ashiheis.
Ashiheis Neffe Nakamura Tetsu ist Arzt und Mitbegründer der Peshawar-Gesellschaft, die sich um die Unterstützung und Hilfe für Erdbebenopfer insbesondere in Pakistan und Afghanistan kümmert.
Der jüngste Bruder Shitarō betreibt im früheren Wohnhaus der Familie unter dem Namen Kahakudō (河伯洞) eine Gedenkstätte. Ashihei wurde mit dem Preis der Japanischen Akademie der Künste (日本芸術院賞, Nihon Geijutsuin-shō) für sein Lebenswerk ausgezeichnet.

## Werke (Auswahl)
- Funnyōtan (糞尿譚)
- Mugi to heitai (麦と兵隊)
  - Weizen und Soldaten. Kriegsbriefe, Aufzeichnungen und Tagebücher eines japanischen Unteroffiziers. Aus dem Japanischen von Alexis von Choinatzky und Teisuke Kojima. Paul List Verlag (J. G. Cotta'sche Buchhandlung Nachfolger Stuttgart), Leipzig 1940[5]
- Sanjō gunkan (山上軍艦)
- Taishakukyō-ki (帝釈峡記)
- Umi to heitai (海と兵隊)
- Yogisha (夜汽車)
- Ren’ai kazoku (恋愛家族)
- Hana to ryū (花と竜) – Autobiografie

### Verfilmung
- 1973 Hana to ryū seiun aizo dotohen, Regie: Tai Katō